# ۲۹۵ (پیش از میلاد)
۲۹۵ (پیش از میلاد) ۲۹۵مین سال قبل از تقویم میلادی است.